# پارخووو
پارخووو (به لهستانی:  Parchowo) یک روستا در لهستان است که در گمینا پارخووو واقع شده‌است. پارخووو ۱٬۰۱۹ نفر جمعیت دارد.